# Williamsburg (Virginia)
Williamsburg is een van de 38 onafhankelijke steden in de Amerikaanse staat Virginia. De stad heeft een landoppervlakte van 22 km² en telt 14.068 inwoners (volkstelling 2010).
Williamsburg werd in 1632 gesticht als Middle Plantation, een nederzetting op de hoger gelegen gronden tussen de James en de York River. In 1693 werd de universiteit College of William & Mary gesticht. Nadat het koloniale bestuur van Virginia in 1699 verplaatst was van Jamestown naar Middle Plantation, werd de plaats hernoemd in Williamsburg, ter ere van koning Willem III. Tot 1780 zou Williamsburg de hoofdstad van Virginia blijven. Het werd in 1782 als hoofdstad afgelost door Richmond.
Tussen 1760 en 1774 bestond hier een van de eerste "Bray Schools", een schoolvoorziening voor zwarte kinderen. Van de leerlingen was 90% geboren in slavernij. De school werd gesticht door een Londense stichting, met de steun van  Benjamin Franklin, die toen in Londen woonde. In 2024 werd het schoolgebouwtje heropend nadat het door vrijwilligers was teruggebracht in zijn 18e-eeuwse staat.
County's:

Accomack County · Albemarle County · Alleghany County · Amelia County · Amherst County · Appomattox County · Arlington County · Augusta County · Bath County · Bedford County · Bland County · Botetourt County · Brunswick County · Buchanan County · Buckingham County · Campbell County · Caroline County · Carroll County · Charles City County · Charlotte County · Chesterfield County · Clarke County · Craig County · Culpeper County · Cunmberland County · Dickenson County · Dinwiddie County · Essex County · Fairfax County · Fauquier County · Floyd County · Fluvanna County · Franklin County · Frederick County · Giles County · Gloucester County · Goochland County · Grayson County · Greene County · Greensville County · Halifax County · Hanover County · Henrico County · Henry County · Highland County · Isle of Wight County · James City County · King and Queen County · King George County · King William County · Lancaster County · Lee County · Loudoun County · Louisa County · Lunenburg County · Madison County · Mathews County · Mecklenburg County · Middlesex County · Montgomery County · Nelson County · New Kent County · Northampton County · Northumberland County · Nottoway County · Orange County · Page County · Patrick County · Pittsylvania County · Powhatan County · Prince Edward County · Prince George County · Prince William County · Pulaski County · Rappahannock County · Richmond County · Roanoke County · Rockbridge County · Rockingham County · Russell County · Scott County · Shenandoah County · Smyth County · Southampton County · Spotsylvania County · Stafford County · Surry County · Sussex County · Tazewell County · Warren County · Washington County · Westmoreland County · Wise County · Wythe County · York County
Onafhankelijke steden:

Alexandria · Bristol · Buena Vista · Charlottesville · Chesapeake · Colonial Heights · Covington · Danville · Emporia · Fairfax · Falls Church · Franklin · Fredericksburg · Galax · Hampton · Harrisonburg · Hopewell · Lexington · Lynchburg · Manassas · Manassas Park · Martinsville · Newport News · Norfolk · Norton · Petersburg · Poquoson · Portsmouth · Radford · Richmond · Roanoke · Salem · Staunton · Suffolk · Virginia Beach · Waynesboro · Williamsburg · Winchester